# Mandideep
Mandideep ist eine Stadt im indischen Bundesstaat Madhya Pradesh. Mandideep liegt 23 km von Bhopal entfernt und ist eine Industriestadt, die Ende der 1970er Jahre entstand.
Die Stadt ist Teil des Distrikts Raisen. Mandideep hat den Status eines Municipal Councils. Die Stadt ist in 18 Wards gegliedert. Sie hatte am Stichtag der Volkszählung 2011 59.654 Einwohner, von denen 32.390 Männer und 27.264 Frauen waren. Hindus bilden mit einem Anteil von über 91 % die Mehrheit der Bevölkerung in der Stadt. Die Alphabetisierungsrate lag 2011 bei 83,76 % und damit deutlich über dem nationalen Durchschnitt.
Die Stadt ist durch einen Bahnhof mit dem Rest des Landes verbunden.